# 阿翁石
阿翁石（あおういし）は、長崎県松浦市鷹島町の鷹島で産出する石材である。鷹島の島内のほか、近隣の様々な建造物に使用されており、長崎県知事指定伝統的工芸品に指定されている。

## 特色
鷹島町の阿翁地区で採れる玄武岩を使用し、同町内で製造されている。阿翁地区の岩は良質で、粘着力に富んでいる。そのため、繊細な加工を行うことができ、風化による経時劣化も少ない。

## 歴史
鎌倉時代に起きた元寇の戦死者の遺骨を祀るために、室町時代後期に建てられた墓石が起源である。
江戸時代には平戸藩や唐津藩の御用採石場となり、名を高めた。
1991年、長崎県知事指定伝統的工芸品に指定された。

## 活用
主に石塔や石碑に使用されるほか、最近では玄関の支柱や石灯籠などにも使われる。
鷹島の島内では、様々な場所で阿翁石が使われている。著名な建造物としては、鷹島海中ダム竣工記念碑、鷹島肥前大橋の親柱、鷹島モンゴル村の交流のシンボル塔などで阿翁石を見ることができる。
また、近隣の平戸市のオランダ商館や千里ヶ浜のはり石のほか、福岡県・筥崎宮の「一の鳥居」（肥前鳥居）にも阿翁石が使われている。この鳥居は、1609年に建立されたもので、国の重要文化財に指定されている。2021年には、松浦市が『アジフライの聖地』を宣言したことを記念し、アジフライをかたどったモニュメントが阿翁石で制作され、道の駅鷹ら島などに設置された。
建造物以外では、鷹島の鷹とホークス（英語で鷹）が共通するという縁で、プロ野球の福岡ソフトバンクホークスと提携し、阿翁石のお守り『勝鷹』を販売している。『勝鷹』は元寇で神風が吹いた鷹島の歴史を生かした縁起ものである。
阿翁石を使った建造物
- 鷹島肥前大橋
- 筥崎宮の「一の鳥居」（肥前鳥居）
- 『アジフライの聖地』のモニュメント